# Rasnik
Rasnik (bulgariska: Расник) är ett distrikt i Bulgarien.   Det ligger i kommunen Obsjtina Pernik och regionen Pernik, i den västra delen av landet, 27 km väster om huvudstaden Sofia.
Trakten runt Rasnik består till största delen av jordbruksmark. Runt Rasnik är det ganska tätbefolkat, med 199 invånare per kvadratkilometer.